# LAG 40
El LAG 40 (lanzagranadas LAG-40 SB-M1) es  un lanzagranadas automático de 40 mm alimentado mediante cinta, desarrollado y producido en España por Santa Bárbara Sistemas.

## Operadores
- España: Ejército de Tierra de España, Infantería de Marina Española, Guardia Civil Española.
- Brasil: Infantería de marina de Brasil.[2]
- Colombia: Armada Colombiana
- Portugal: Ejército de Portugal.
- Filipinas

## Galería

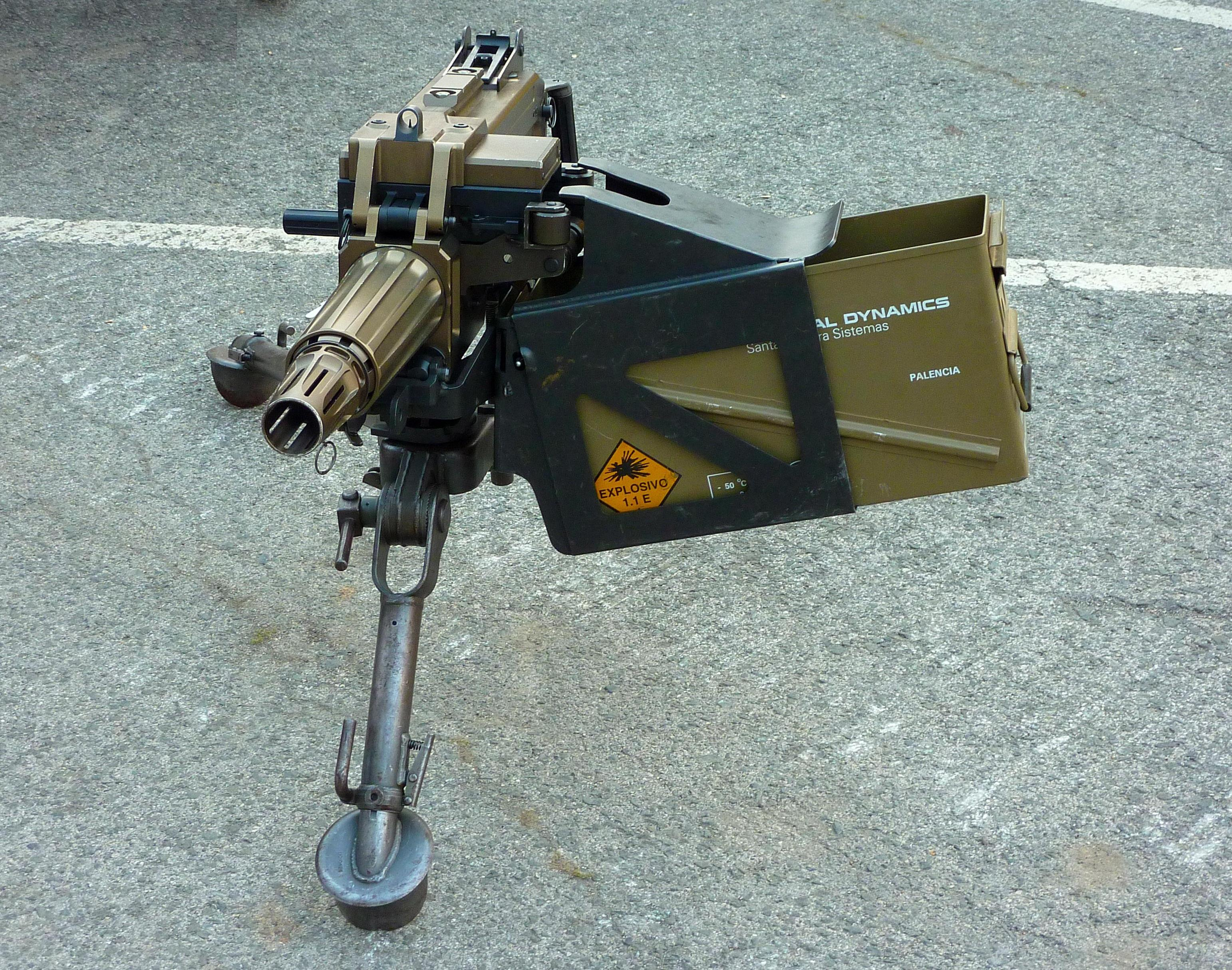
Vista frontal.
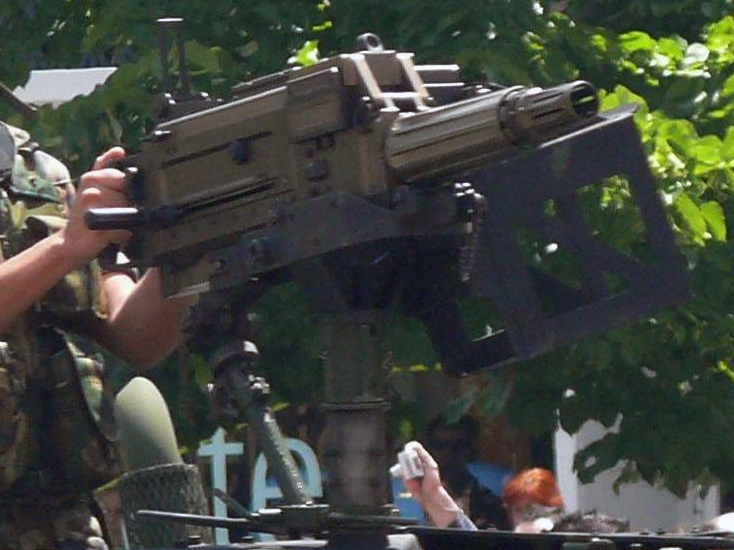
Montado en un Humvee de la Infantería de Marina de España.
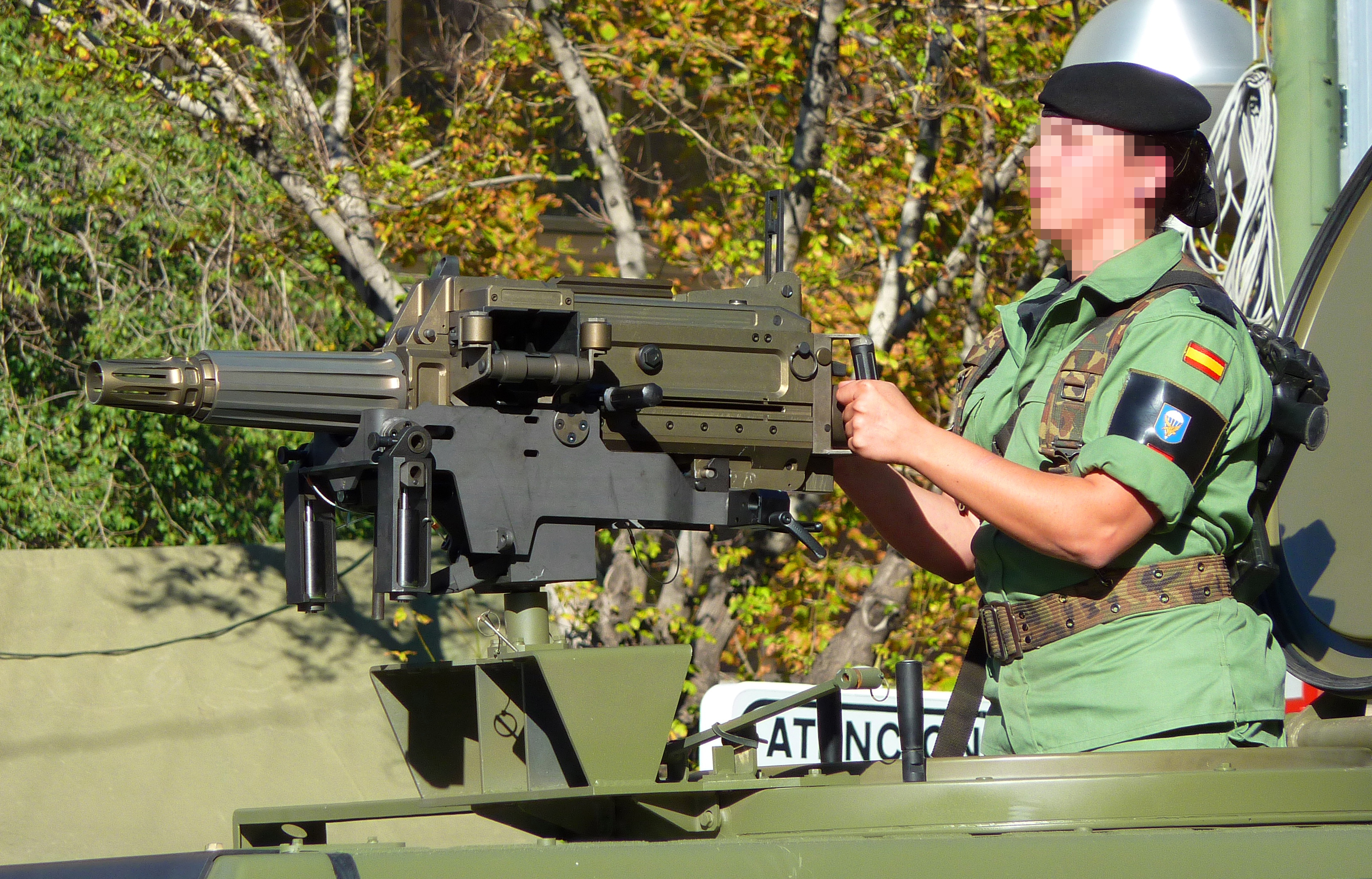
LAG-40 sobre un Iveco LMV Lince del Ejército de Tierra Español.

### Armas similares
- Lanzagranadas Mk 19
- Heckler & Koch GMG
- AGS-17

### Listas relacionadas
- Anexo:Materiales del Ejército de Tierra de España
- Anexo:Materiales de la Infantería de Marina Española